# Райт, Эдвард
Эдварт Райт (англ. Edward Wright; 1561—1615) — английский математик и астроном.
Предложил исправить начертание меркаторских карт. Меркатор изображал меридианы параллельными, равноотстоящими прямыми, а параллельные круги — перпендикулярными к первым прямыми, также равноотстоящими. Райт, заметив неудобство такой проекции, предложил изображать параллельные круги прямыми линиями, отстоящими друг от друга на таких расстояниях, чтобы отношения между длинами дуг меридианов и параллелей были на карте такие же, как и на сфере; вследствие такого исправления и получилась картографическая проекция, известная ныне под именем «Меркатора».
Преподавая принцу Генриху астрономию, он устроил для него планетарий, в котором движения Земли и Луны воспроизводилось столь точно, что можно было на нем проследить последовательность затмений за период в 17 тысяч лет.